# Eder Mazzini
Eder Azevedo Mazzini, mais conhecido apenas como Eder Mazzini, (Catanduva, 1950 - São Paulo, 2016) foi um montador e produtor cinematográfico brasileiro. Começou seu envolvimento com cinema no início da década de 1970, quando abandonou a graduação de Engenharia para trabalhar na Boca do Lixo, onde aprendeu a montar filmes com Walter Wanny, Sylvio Renoldi e Inácio Araújo.
Em 1975, fez suas primeiras montagem em O sexo mora ao lado, de Ody Fraga, e O inseto do amor, de Fauzi Mansur. Passou a montar diversos filmes da pornochanchada, incluindo para diretores Jean Garrett, Carlos Reichenbach e A. P. Galante, e também se interessou pelo setor de produção.
No início da década de 1980, com a derrocada da pornochanchada, montou filmes mais autorais como Amor estranho amor, de Walter Hugo Khouri, e Filme demência, de Reichenbach, e ainda fez uma única incursão no cinema pornográfico hardcore montando Oh! Rebuceteio, de Cláudio Cunha.
Depois de um longo período de inatividade como montador, editou os filmes Paixão perdida, de Khouri, e Cinderela baiana, de Conrado Sanchez.
Morreu em 23 de junho de 2016.